# تشارلز كورنيليوس
تشارلز كورنيليوس (بالإنجليزية: Charles Cornelius)‏ هو لاعب كرة قدم أمريكية ولاعب كرة القدم الكندية أمريكي، ولد في 27 يوليو 1952 في بوينتون في الولايات المتحدة.

## وصلات خارجية
- تشارلز كورنيليوس على موقع مرجع كرة القدم المحترفة.كوم (الإنجليزية)
- تشارلز كورنيليوس على موقع JustSportsStats.com (الإنجليزية)